# Silly Fools
Silly Fools (auch kurz SF, thailändisch ซิลลี่ ฟูลส์) ist eine Rockband in Thailand.

## Geschichte
Die Band wurde 1996 von Chakarin Chuprasoet gegründet. 1997 erschien das erste Album EP unter dem Indie-Label Bakery Music.  Anschließend wechselte man zum Label More Music, welches zu GMM Grammy, dem größten Label Thailands gehört. Mit „IQ 180“ folgte dann 1998 das erste vollwertige Album der Silly Fools. Der Durchbruch gelang ihnen 2000 mit dem Album Mint. Mit zwei Top-Ten-Songs aus dem Album King Size, das Album an der Spitze der Charts und einer Tour mit Sek Loso war man an der Spitze in Thailand angekommen. Auf King Size hatten Silly Fools eine musikalische Richtungsänderung in Richtung Mainstream vorgenommen. Ein größerer Umbruch kam dann im Jahr 2006. Im Sommer verließ Sänger Toe die Band. Angeblich seien Auftritte in Pubs, in denen Alkohol ausgeschenkt wird, nicht mit seinem islamischen Glauben vereinbar. Toe gründete kurze Zeit später die Band Hangman, was seine Begründung für den Ausstieg bei Silly Fools etwas fragwürdig erscheinen lässt.
Im November des Jahres traten Silly Fools auf dem Fat Festival in Thailand auf. Silly Fools spielten zwei neue Songs in Englisch. Der Sänger trug während des Auftritts eine Maske auf seinem Gesicht. Das Geheimnis um den neuen Sänger wurde erst im Januar 2007 gelüftet. Am Erscheinungstag der EP Mini gab es eine Limited Edition von 1000 Stück am GMM Grammy Gebäude, dabei wurde der neue Sänger vorgestellt. Es war Benjamin „Chung“ Tuffnell, welcher vorher bei der Band Metropol sang. Ben wurde 1975 in Korea geboren und von einer amerikanischen Familie adoptiert. Er arbeitete in Thailand als Lehrer an dem Assumption College in Rayong, wo er auch das erste Mal Bekanntschaft mit der Musikszene Thailands machte. Die EP Mini bestand aus fünf Songs, alle in englischer Sprache. Produziert und mixed wurde die EP von Greg Reely, einem Produzenten aus Nordamerika. Nach Erscheinen von Mini ging man dann auf Promotions-Tour durch Kanada und die USA. Im März 2008 erschien das bisher letzte Album von Silly Fools. Nach dem Ausflug ins Englische hat man dieses Album wieder in thailändischer Sprache aufgenommen.

## Bandmitglieder
- Benjamin „Chung“ Tuffnell – เบนจามิน จุง ทัฟเนล („Benni“ – เบนนี่) – Gesang
- Chakarin Chuprasoet – จักรินทร์ จูประเสริฐ („Tonni“ – ต้นนี่) – Gitarre
- Thevarit Srisuk – เทวฤทธิ์ ศรีสุข („Rang“ – หรั่งอี้) – Bass
- Totrakun Bai-ngoen – ต่อตระกูล ใบเงิน  („Tor“ – ต่ออี้) – Schlagzeug

## Ehemalige Bandmitglieder
- Korbphob Baiyaem – กอบภพ ใบแย้ม („Toei“ – เต้ย) – Schlagzeug
- Natapon Puthphawana – ณัฐพล พุทธภาวนา („To“ – โต) – Gesang

## Diskografie
- EP (1997)
- I.Q. 180 (Juni 1998)
- Candyman (Juni 1999)
- Mint (September 2000)
- Juicy (March 2002)
- FaT Live: V3 (21. Dezember 2002)
- King Size (15. Januar 2004)
- Mini E.P. (26. Januar 2007)
- The One (März 2008)
- The One: Limited Edition (10. April 2008)

Collections:
- Combo (Mai 2004)
- The Singles (Juli 2006)

## Bekannte Songs
- Ji Ja (จิ๊จ๊ะ)
- Kid Thueng (คิดถึง)
- 150 c.c.
- Nam Lai (น้ำลาย)

## Auszeichnungen
- Beliebteste Band Thailands 2005 – MTV Asia Awards